# Maria Àngels Feliu
Maria Àngels Feliu Bassols (Olot, provincia de Gerona; 1958) es una farmacéutica española. Es conocida por el secuestro de 492 días que sufrió, entre el 20 de noviembre de 1992 y el 27 de marzo de 1994. Se trata del secuestro más largo padecido por una persona en España sin móvil político.
Fue capturada en el garaje de su casa en Olot cuando aparcaba su automóvil. Permaneció encerrada en un cubículo excavado bajo tierra en una casa en la pequeña localidad barcelonesa de San Pedro de Torelló, en la provincia de Barcelona. El cubículo estaba a oscuras, tenía insectos y era de dimensiones tan reducidas que la mujer no podía estirar las piernas, acostarse o ponerse de pie. La amenazaban con cortarle los dedos y le daban comida en lata solo cada dos días.[cita requerida]
La familia denunció la desaparición en la comisaría de la Policía Local, que inició unas investigaciones muy accidentadas y que posteriormente asumieron los Mozos de Escuadra y la Guardia Civil. Para octubre de 1993, con la investigación parada desde hacía meses, el juez de instrucción Santiago Pinsach archivó las diligencias, mientras la Guardia Civil proseguía las investigaciones. Al cabo de dos semanas, debido a la delación de un confidente policial, se produjeron las primeras detenciones. Ello estrechó el cerco sobre los secuestradores. Se determinó que uno de los secuestradores era agente de la policía local de Olot. Maria Àngels Feliu fue liberada por la persona encargada de su custodia, quien la dejó en las proximidades de una gasolinera en Llissá de Vall. De ahí fue trasladada al Hospital de la Santa Cruz y San Pablo, en Barcelona.
Cinco personas fueron condenadas por el secuestro: Antoni Guirado, expolicia municipal de Olot; Ramón Ullastre, de San Pedro de Torelló; Montserrat Teixidor, mujer de Ramón; Josep Lluís Paz García, alias Pato; y Sebastià Comas Baroy, alias Iñaqui, que finalmente fue el hombre que liberó a la farmacéutica después de 492 días de cautiverio.
El juicio fue presidido por el magistrado Fernando Lacaba Sánchez. Los secuestradores fueron condenados a penas de entre 14 y 22 años de prisión.